# Ioan Dobre
Ioan Dobre (n. 1875, Zărnești, județul Brașov – d. 1928, Zărnești, județul Brașov) a fost un deputat în Marea Adunare Națională de la Alba Iulia , organismul legislativ reprezentativ al „tuturor românilor din Transilvania, Banat și Țara Ungurească”, cel care a adoptat hotărârea privind Unirea Transilvaniei cu România, la 1 decembrie 1918 :pp. 202-203.

## Biografie
S-a născut dintr-o familie de țărani din Zărnești, județul Brașov, în anul 1875. A urmat școala primară din comuna natală, iar mai târziu cursurile Liceului Român din Brașov. Ajuns la maturitate, decide să urmeze o carieră preoțească, astfel încât ajunge să se înscrie la cursurile Institutului Teologic din Sibiu, din anul 1897, iar peste un timp la Facultatea de Teologie din Cernăuți, unde va obține și diploma de Doctor în teologie. După terminarea studiilor a îndeplinit funcția de profesor de religie în Sibiu, pentru ca din anul 1908 să fie ales protopop în Deva, poziție pe care o păstrează pentru o lungă perioadă, de douăzeci de ani, între 1909 și 1928. A fost, de asemenea, profesor de teologie la școlile secundare din oraș în perioada dintre anii 1909 și 1920 :pp. 151-152.  A fost căsătorit cu Olivia Oprea, fiica protopopului George Oprea din Ilia. Cei doi au avut doi copii, Ioan și Lucia . Fiica sa, Lucia, a fost căsătorită cu omul politic și de cultură Victor Șuiaga, cel care va scrie o lucrare biografică dedicată socrului său, protopopul dr. Ioan Dobre (Protopopul Dr. Ioan Dobre, 1875–1928, Deva, 1985, în manuscris), în a cărei introducere specifică o serie de cuvinte, care reflectă rolul lui Ioan Dobre în viața sa, dar și impresia e care acesta a lăsat-o în rândul celor care l-au înconjurat: Am întocmit această lucrare biografică celui care a fost dr. Ioan Dobre, protopopul ortodox al Devei între anii 1909 – 1928, o personalitate marcantă a vremii sale, ce merită să fie cunoscută de posteritate deoarece, prin bogata sa activitate pe teren național, bisericesc și cultural, el a făcut parte din fruntașii generației istorice a Marii Uniri de la Alba Iulia din 1 decembrie 1918!. Atât Victor I. Șuiaga, cât și preotul Ioan Dobre, pe care viața i-a unit prin intermediul Luciei, au fost la 1 decembrie 1918 la Alba Iulia, la Marea Adunare Națională, unde împreună cu cei peste 100.000 de români au ratificat hotărârea de unire a Transilvaniei cu România..
A depus o intensă activitate culturală și națională de asemenea, fiind ales director al Despărțământului ASTRA din Deva între anii 1911 și 1922. Bucurându-se de încrederea întregii populații, Ioan Dobre a fost însărcinat cu predarea orașului Deva armatei române, care la 15 august 1916 trecuse Carpații pentru a elibera teritoriului Transilvaniei de sub dominația Imperiului Austro-Ungar. Pentru toate meritele sale profesionale a fost ales consilier al Arhiepiscopiei, deputat sinodal și consilier al județului Hunedoara. A inițiat apariția primului ziar românesc din Deva, Curierul Hunedoarei. În anul 1913, după moartea tragică a lui Aurel Vlaicu, a organizat și susținut prima colectă publică din Deva pentru ridicarea unui monument în acest oraș, dedicat acestuia. În 1922 a organizat sărbătorirea semicentenarului morții lui Avram Iancu. Din încasările realizate cu acest prilej a intenționat să ridice și un bust al lui Avram Iancu în Deva, inițiativă care, din păcate, nu s-a concretizat. S-a remarcat prin contribuția adusă la restaurarea bisericii ortodoxe din Deva, într-un frumos stil bizantino-românesc :pp. 151-152.
În toamna anului 1918 a fost ales președinte al Consiliului Național Român din Deva, pe care l-a condus alături de personalități cu rol important în cadrul procesului de unire a Transilvaniei cu Regatul României, dar și în evoluția ulterioară a României Mari: dr. Iustin Pop, dr. Petru Groza și Francisc Hossu Longin.  În 7 noiembrie a fost convocată la Deva o mare adunare a tuturor românilor, organizată de preotul Ioan Dobre la Biserica Ortodoxă. Pe turnul bisericii a fost pentru prima dată arborat un drapel tricolor, iar lăcașul de rugăciune, curtea acestuia și străzile învecinate au fost pline de oameni. Adunarea a fost deschisă de cuvântarea preotului Ioan Dobre, care în lipsa unei tribune a vorbit urcat pe o masă. După acesta au luat cuvântul mai mulți intelectuali români printre care și avocații Iustin Pop și Petru Groza, care făceau parte și dintre cei 43 de membri ai Consiliului Național Român al orașului Deva condus de preotul Ioan Dobre, organizatorul acțiunii .
A decedat la 19 iunie 1928 și a fost înhumat la Deva, apoi mutat în cimitirul bisericii din orașul natal, Zărnești, din Județul Brașov :p. 152. 

## Activitatea politică

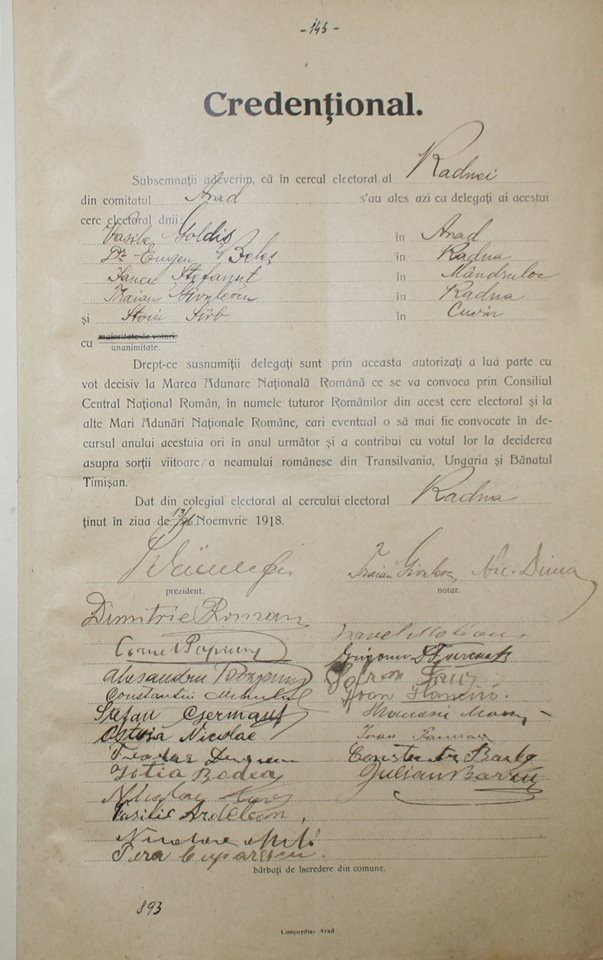
Credențional

Ca deputat în Adunarea Națională din 1 decembrie 1918 a fost delegat Cercului electoral Deva :pp. 202-203. Deși delegat la Marea Adunare Națională de la Alba-Iulia, nu participă la aceasta din motive medicale, fiind reprezentat de preotul Dionisie Bobei din Petreni, care a votat pentru unire în numele lui Ioan Dobre :pp. 202-203.	

## Vezi și
- Lista delegaților la Marea Adunare Națională de la Alba Iulia
- Marea Adunare Națională de la Alba Iulia
- Victor Șuiaga